# Opština Makedonska Kamenica
Makedonska Kamenica (makedonsky Македонска Каменица) je opština na východě Severní Makedonie. Makedonska Kamenica je také název města, které je centrem opštiny. Opština se nachází ve Východním regionu.

## Geografie
Opština na severu sousedí s opštinou Kriva Palanka, na východě s opštinou Delčevo a Bulharskem, na západě s opštinou Kočani a na jihu s opštinou Vinica.

## Demografie
Podle sčítání lidu v roce 2021 žije v opštině 6 439 obyvatel. Etnickými skupinami jsou:
- Makedonci = 5 975 (92,79 %)
- ostatní a neuvedené = 464 (9,21 %)

## Osídlená místa
Město: Makedonska Kamenica
- Dulica
- Kosevica
- Kostin Dol
- Lukovica
- Gabar
- Sasa
- Todorovci
- Cera